# Johan van Eerde

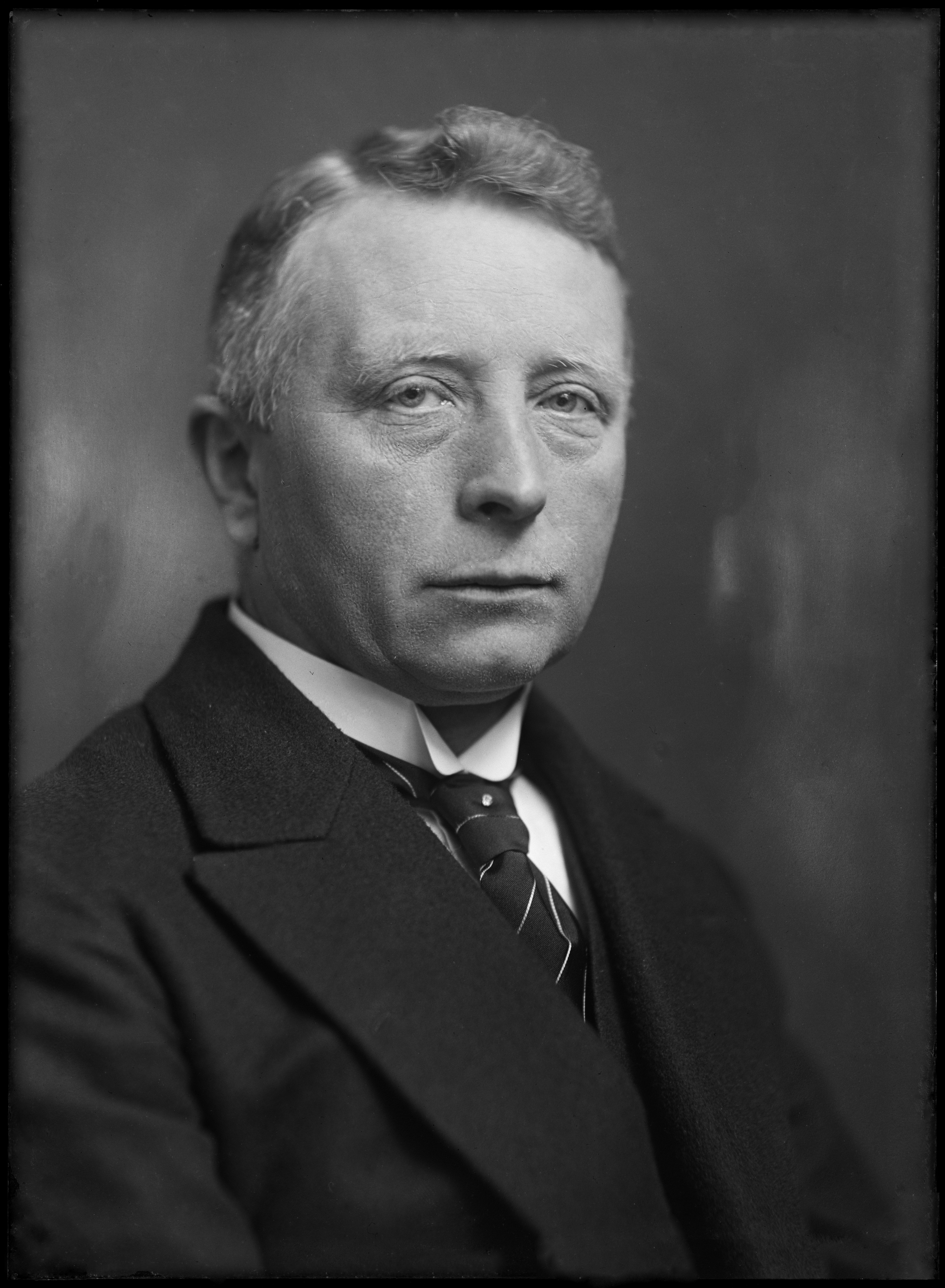
Johan Christiaan van Eerde, 1925

Johan Christiaan van Eerde (Workum, 11 maart 1871 - Amsterdam, 1 april 1936) was een Nederlandse indoloog, bestuursambtenaar in Nederlands-Indië en museumdirecteur in Amsterdam.

## Levensloop

### Opleiding en Indische jaren
Johan van Eerde, de zoon van een dominee in Workum en later in Olst, volgde de HBS en studeerde vervolgens in Delft aan de Indische Instelling, die opleidde tot ambtenaar bij het Binnenlands Bestuur in Indië. Hij vertrok in 1892 oostwaarts en een jaar later werd hij aangesteld als aspirant-controleur in Midden-Sumatra. Drie jaar later werd hij krachtens een regeringsmachtiging toegevoegd aan de resident van Bali en Lombok voor de regeling van de agrarische aangelegenheden op Lombok, nadat daar in 1894 aan het feodale, onderdrukkende Balinese bewind door Nederland een einde was gemaakt met bloedige veldtochten die de geschiedenis zijn ingegaan als de pacificatie van Lombok. Het rapport dat hij over de voorgestelde landbouwhervormingen opstelde leverde hem in 1900 een benoeming op tot ridder in de Orde van Oranje-Nassau en een tevredenheidsbetuiging van de Nederlandse regering. In 1903 echter, na elf dienstjaren in Nederlands-Indië, moest Van Eerde wegens ziekte repatriëren.

### Loopbaan in Nederland
In Nederland werd hij directeur van het dagblad Het Vaderland; daarna, van 1909 tot 1913, werkte hij als referendaris op het Ministerie van Koloniën. Van Eerdes grote organisatietalent kreeg wijdere bekendheid en vormde het startpunt van een veelzijdige, glanzende carrière. In 1913 werd hij benoemd tot directeur van de Afdeling Volkenkunde van het Koloniaal Instituut (nu Koninklijk Instituut voor de Tropen) te Amsterdam. Vanwege dit instituut volgde in 1917 zijn benoeming tot bijzonder hoogleraar aan de Universiteit van Amsterdam in de 'Koloniale Land- en Volkenkunde'.

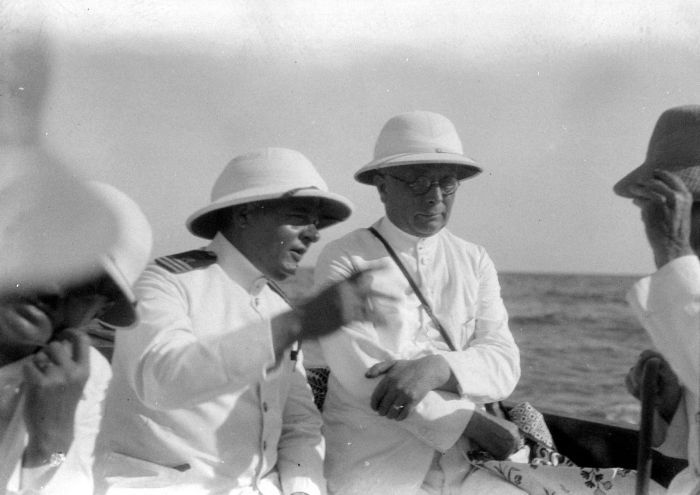
Van Eerde (met bril) tijdens een expeditie naar Krakatau (mei 1929).

In 1922 werd hij tevens buitengewoon hoogleraar aan dezelfde universiteit in de 'Koloniale Volkenkunde en Koloniale Landbeschrijving'. Bovendien was hij van 1919 tot 1925 ook nog buitengewoon hoogleraar in de 'Volkenkunde van Oost- en Zuid-Azië, inzonderheid van Nederlandsch-Indië' aan de Nederlandsche Handels-Hoogeschool (nu Erasmus Universiteit) te Rotterdam. Zeer vererend voor Van Eerde - en tekenend voor zijn reputatie - was dat hij op verzoek van Koningin Wilhelmina werd aangesteld als de privé-docent van Prinses Juliana om haar onderricht te geven in de 'Kennis der Koloniën' en in het bijzonder in het koloniale staatsrecht. Hij kweet zich van deze taak van september 1923 tot februari 1927. In 1927 werd hij hiervoor beloond met de benoeming tot Commandeur in de Huisorde van Oranje.

### Directeur van het Koloniaal Museum
Van Eerdes directeurschap van de Afdeling Volkenkunde van het Koloniaal Instituut hield tevens in dat hij de eerste directeur werd van het Koloniaal Museum in Amsterdam, het huidige Wereldmuseum. In 1913, het jaar van zijn aanstelling, was het nieuwe gebouw aan de Amsterdamse Mauritskade van de in 1910 opgerichte 'Vereeniging Koloniaal Instituut' nog lang niet gereed. Het zou tot 1923 duren voordat daar de eerste tentoonstelling kon worden geopend. Van Eerde verkeerde daarom in de bijzondere positie om tot in de kleinste details te kunnen bepalen hoe de inrichting van zijn toekomstige museum er zou moeten uitzien. Een oriëntatiereis langs een aantal Europese volkenkundige musea was daarbij een van zijn inspiratiebronnen. Maar zijn voornaamste inspiratiebron was de humane ideologie van de ethische politiek van die dagen die in het Koloniaal museum zou leiden tot uitgebalanceerde exposities die moesten leiden tot begrip en sympathie voor de mensen en culturen van Nederlands-Indië. Niet alleen voorwerpen in vitrines, maar ook nagebouwde taferelen en levensechte wassen figuren (die meestal waren gemodelleerd naar veldfoto's) moesten het dagelijkse leven van de koloniale onderdaan verbeelden.
De volkenkundige zalen van het Koloniaal Museum met hun hoog educatief gehalte en hun positieve uitstraling met betrekking tot de weldadige aanwezigheid van Nederland in de koloniën waren dan ook in de bloeiende beginjaren een creatie van Van Eerde. Hij bleef directeur tot aan zijn pensioen in 1936; kort daarna overleed hij plotseling. Hij werd opgevolgd door B.J.O. Schrieke.